# Breglumë
Breglumë – wieś położona w północnej części Albanii w gminie Fierzë. Wieś znajduje się 106 kilometrów od stolicy państwa, Tirany.

## Demografia
Według spisu ludności z 1989 roku we wsi Breglumë mieszkało 674 mieszkańców.